# Buriti de Goiás
Buriti de Goiás é um município brasileiro no interior do estado de Goiás, região Centro-Oeste do país. Pertence à Mesorregião do Centro Goiano e à Microrregião de Anicuns e localiza-se a oeste da capital do estado, distando desta cerca de 151 km. Ocupa uma área de aproximadamente 200 km², sendo que 0,736 km² estão em perímetro urbano, e sua população foi estimada em 2019 em 2 488 habitantes, sendo então o 220º mais populoso do estado.
Atualmente, Buriti de Goiás dá seus primeiros passos em busca do desenvolvimento sociocultural e econômico, buscando através do esforço e dedicação para encontrar e deixar registrado na história a marca do seu progresso. Consta no núcleo populacional do município de Buriti de Goiás o distrito de Campo das Perdizes. O município tem área Plana e clima tropical ameno, que favorece a agricultura no desenvolvimento do plantio de milho, arroz, feijão, amendoim e diversas outras espécies de gêneros alimentícios. Sua economia tem como base a agricultura e a agropecuária, com a criação de gado para cria, recria e engorda e também a criação de eqüinos, caprinos, suínos e outros. O município também possuem cerca de 16 confecções sendo cada um delas gerando de 20 a 30 empregos diretos.

## História
A cidade foi fundada por José Onofre Ferreira. Entusiasta que doou parte de suas terras para a criação e toda a organização da pequena cidade. Ele e seu irmão Anselmo, colocaram o cruzeiro em homenagem a Nossa Senhora Aparecida dando início ao pequeno povoado (Entre 1945 e 1949). José Onofre Ferreira, que mesmo sendo o principal fundador da cidade, morreu em seu sítio no município de Itaberaí sem nenhum reconhecimento pelos seus feitos. Atualmente, não há nenhuma rua sequer, ou instalação da prefeitura que leve seu nome. Talvez a invasão da prefeitura por pessoas sem ligação com a cidade, e uma câmera de vereadores sem compromisso ou conhecimento da história da cidade, contribuiu para que aqueles que desbravaram e deram o sangue para a consolidação da cidade, caíssem no esquecimento. O nome pelo qual ficou conhecido — Buriti ou Buritizinho — advém da presença de inúmeros buritis entre a estrada que ligava Sanclerlândia a Córrego do Ouro.
Em 2 de dezembro de 1962, sob a designação de Buriti, a região tornou-se distrito de Mossâmedes. Pela lei municipal n.º 173, de 11 de fevereiro de 1966, o então distrito passou a ser denominado Campo das Perdizes. Em 29 de abril de 1992, por fim, a lei estadual n.º 11 702 eleva-o à categoria de município com a denominação de Buriti de Goiás.

## Geografia
A área do município é de 200,418 km², representando 0,059% do estado de Goiás, 0,012% da Região Centro-Oeste do Brasil e 0,002% de todo o território brasileiro. Situa-se a 16°9'44" de latitude sul e 50°26'12" de longitude oeste e está a uma distância de 151 quilômetros a oeste da capital goiana, Goiânia. Seus municípios limítrofes são a cidade de Goiás a norte, Novo Brasil a oeste, Sanclerlândia e Mossâmedes a leste e Córrego do Ouro a sul. De acordo com a divisão do Instituto Brasileiro de Geografia e Estatística vigente desde 2017, o município pertence às Regiões Geográficas Intermediária de São Luís de Montes Belos-Iporá e Imediata de São Luís de Montes Belos. Até então, com a vigência das divisões em microrregiões e mesorregiões, o município fazia parte da microrregião de Anicuns, que por sua vez estava incluída na mesorregião do Centro Goiano.
Com vocação agropecuária, possui em sua área locais de grande beleza natural, predominando as serras suas nascentes e cachoeiras, contratando com a vegetação do Cerrado característico do Planalto Central. O acesso a Buriti de Goiás é feito através da rodovia GO-326.

### Hidrografia
O município faz parte da sub-bacia do Alto Médio Araguaia que, por sua vez, está inserida na Bacia Hidrográfica Araguaia-Tocantins. A demanda de água gira em torno de 3 litros por segundo, e a captação e tratamento no município são realizados pela Companhia Saneamento de Goiás (Saneago), na estação de tratamento de água da cidade. O abastecimento é realizado unicamente pelos Poços Buriti de Goiás, que atende apenas à cidade.

### Clima
O clima buritiense é caracterizado como tropical com estação seca (Aw segundo classificação climática de Köppen-Geiger).
| Dados climatológicos para Buriti de Goiás | Dados climatológicos para Buriti de Goiás | Dados climatológicos para Buriti de Goiás | Dados climatológicos para Buriti de Goiás | Dados climatológicos para Buriti de Goiás | Dados climatológicos para Buriti de Goiás | Dados climatológicos para Buriti de Goiás | Dados climatológicos para Buriti de Goiás | Dados climatológicos para Buriti de Goiás | Dados climatológicos para Buriti de Goiás | Dados climatológicos para Buriti de Goiás | Dados climatológicos para Buriti de Goiás | Dados climatológicos para Buriti de Goiás | Dados climatológicos para Buriti de Goiás |
| Mês                                       | Jan                                       | Fev                                       | Mar                                       | Abr                                       | Mai                                       | Jun                                       | Jul                                       | Ago                                       | Set                                       | Out                                       | Nov                                       | Dez                                       |                                           |
| ----------------------------------------- | ----------------------------------------- | ----------------------------------------- | ----------------------------------------- | ----------------------------------------- | ----------------------------------------- | ----------------------------------------- | ----------------------------------------- | ----------------------------------------- | ----------------------------------------- | ----------------------------------------- | ----------------------------------------- | ----------------------------------------- | ----------------------------------------- |
| Temperatura máxima média (°C)             | 29,5                                      | 30,2                                      | 30                                        | 29,3                                      | 28,3                                      | 28,9                                      | 31                                        | 31,9                                      | 31,4                                      | 30,1                                      | 29,2                                      | 29,8                                      |                                           |
| Temperatura média (°C)                    | 25                                        | 25,4                                      | 24,9                                      | 23,9                                      | 22,7                                      | 22,6                                      | 24,4                                      | 25,8                                      | 25,9                                      | 25,3                                      | 24,9                                      | 24,7                                      |                                           |
| Temperatura mínima média (°C)             | 20,5                                      | 20,6                                      | 19,9                                      | 18,5                                      | 16,7                                      | 16,3                                      | 17,9                                      | 19,8                                      | 20,5                                      | 20,6                                      | 20,6                                      | 19,7                                      |                                           |
| Precipitação (mm)                         | 344                                       | 232                                       | 239                                       | 102                                       | 32                                        | 6                                         | 5                                         | 9                                         | 42                                        | 133                                       | 210                                       | 307                                       |                                           |
| Fonte: Climate-Data.org                   |                                           |                                           |                                           |                                           |                                           |                                           |                                           |                                           |                                           |                                           |                                           |                                           |                                           |

## Demografia
Em 2010, a população do município foi contada pelo Instituto Brasileiro de Geografia e Estatística (IBGE) em 2 560 habitantes, sendo que 1 321 habitantes eram do sexo masculino, correspondendo a 51,6%, enquanto 1 239 habitantes eram do sexo feminino, totalizando a 48,4% da população. Ainda segundo o censo brasileiro daquele ano, 1 735 pessoas viviam na zona urbana (67,8%), e 825 em zona rural (32,2%). De acordo com a estimativa para o ano de 2019, a população reduziu-se a 2 488 habitantes, sendo o 220º mais populoso de Goiás. Apresenta, consoante essa estimativa, uma densidade populacional de 12,85 habitantes por km².
Da população total em 2010, 512 habitantes (20%) tinham menos de 15 anos de idade, 1 799 habitantes (70,3%) tinham de 15 a 64 anos e 249 pessoas (9,7%) possuíam mais de 65 anos, sendo que a esperança de vida ao nascer era de 73,3 anos e a taxa de fecundidade total por mulher era de 2,1. O Índice de Desenvolvimento Humano Municipal (IDH-M) de Buriti de Goiás é considerado médio, segundo o Programa das Nações Unidas para o Desenvolvimento (PNUD) no ano de 2010. Seu valor era de 0,687, sendo então o 157º maior de todo o estado de Goiás. O coeficiente de Gini, que mede a desigualdade social, era de 0,49, sendo que 1,00 é o pior número e 0,00 é o melhor.
Em 2010, segundo dados do censo do IBGE daquele ano com a autodeclaração de cada buritiense, a população era composta por 1 032 brancos (40,3%), 1 383 pardos (54%), 78 negros (3%), 65 amarelos (2,5%) e dois indígenas (0,08%). De acordo com dados do censo de 2010, a população municipal está composta por católicos (48,8% do total), evangélicos (39,2%), pessoas sem religião (11,3%) e espíritas (0,7%).

## Política e administração
A administração municipal se dá pelos Poderes Executivo e Legislativo. O Executivo é exercido pelo prefeito, auxiliado pelo seu gabinete de secretários. O poder executivo do município de Buriti de Goiás é representado pelo prefeito, consoante determinação da Constituição Brasileira de 1988. A atual é Átila Rúbia de Deus, do Democratas (DEM), eleita em 2020 com 1 460 votos (49,49% dos votos válidos), ao lado de João Pinto (DEM) como vice-prefeito. O Poder Legislativo, por sua vez é constituído pela câmara municipal, composta por nove vereadores eleitos para mandatos de quatro anos. Cabe à casa elaborar e votar leis fundamentais à administração e ao Executivo, especialmente o orçamento participativo, conhecido como Lei de Diretrizes Orçamentárias.
O município de Buriti de Goiás é regido por sua lei orgânica, promulgada em 15 de novembro de 1993. A cidade pertence à 34ª zona eleitoral do estado de Goiás e possuía, em abril de 2020, 3 266 eleitores, de acordo com o Tribunal Superior Eleitoral (TSE), o que representa 0,071% do eleitorado goiano.

## Infraestrutura
A infraestrutura do Município possui os poderes executivos e legislativos em pleno funcionamento, e juridicamente pertence a comarca de Mossâmedes, outros serviços como Hospital Municipal – SAMU, transporte de estudantes, são feitos pelo Executivo e segurança Pública pelo Estado, o comércio satisfaz de certa forma as necessidades básicas dos visitantes como Posto de atendimento do Banco Bradesco, drogarias, bares, lanchonetes, supermercados, pousada, posto de combustível, além de Serviço técnico na área da Agropecuária.

### Educação
Na área da educação, o Índice de Desenvolvimento da Educação Básica (IDEB) obtido por alunos do 5º ano das escolas públicas de Buriti de Goiás foi de 6,7 em 2017, enquanto que do 9º ano foi de 6,1 (numa escala de avaliação que vai de nota 1 a 10). Em 2010, 99,4% das crianças entre sete e quatorze anos estavam matriculadas em instituições de ensino. O valor do Índice de Desenvolvimento Humano (IDH) da educação era de 0,570 no ano de 2010.

### Comunicações
O código de área (DDD) do município é 064 e o Código de Endereçamento Postal (CEP) da cidade vai de 76152-000 a 76154-999. O serviço postal é atendido por uma agência da Empresa Brasileira de Correios e Telégrafos, localizada no Setor Central. A cidade também é amplamente coberta pelo serviço de telefonia móvel 4G.

## Cultura
Existem no município algumas festas populares tais como a de comemoração a emancipação política de Buriti de Goiás no mês de abril, festa da padroeira da cidade Nossa senhora Aparecida, festa da igreja Evangélica Assembléia de Deus, festa junina, festa ao Divino Espírito Santo, folia de Santos Reis, encontro de motoqueiros e festa de Peão.